# Cirsotrema
Cirsotrema is een geslacht van mollusken, dat fossiel bekend is vanaf het Paleoceen. Tegenwoordig kent dit geslacht nog meerdere soorten.

## Beschrijving
Deze wenteltrap heeft een spits toelopende, uit bolle windingen bestaande horen van calciet, begrensd door een diepe sutuur (afscheiding tussen twee windingen) met vele, uit samengedrukte lamellen bestaande, lijstvormige verticale ribben. Bij enkele soorten vinden deze ribben aansluiting op elkaar, van de ene op de andere winding, terwijl de laatste rib de kleine ronde mondopening (zonder sifonaal kanaal) omsluit. Daartussen zijn onopvallende spiraalstreepjes zichtbaar, af en toe de ribben kruisend. De laatste winding bevat een onderrand, waarlangs een stevige, koordvormige verdikking loopt. De lengte van de schelp bedraagt ongeveer 3 cm.

## Leefwijze
Dit carnivore, mariene geslacht bewoont zeeën en voedt zich door middel van zijn slurfachtige proboscis (uitstulpbare mondbuis) met vastzittende dieren.

## Soorten
De volgende soorten zijn bij het geslacht ingedeeld:
- Cirsotrema amamiense Nakayama, 2000
- Cirsotrema amplsum Nakayama, 2000
- Cirsotrema angulatum Marwick, 1926 †
- Cirsotrema bennettorum Garcia, 2000
- Cirsotrema bonum (Melvill, 1906)
- Cirsotrema browni Poppe, 2008
- Cirsotrema caelicola Finlay, 1926 †
- Cirsotrema canephorum (Melvill, 1906)
- Cirsotrema chathamense Marwick, 1928 †
- Cirsotrema cloveri Brown, 2002
- Cirsotrema coronale (Deshayes, 1861) †
- Cirsotrema ctenodentatum Zelaya & Güller, 2017
- Cirsotrema dalli Rehder, 1945
- Cirsotrema edgari (de Boury, 1912)
- Cirsotrema elegantissimum (Deshayes, 1861) †
- Cirsotrema ernestoilaoi Garcia E., 2001
- Cirsotrema excelsum Garcia, 2003
- Cirsotrema fimbriatulum (Masahito, Kuroda & Habe, 1971)
- Cirsotrema fimbriolatum (Melvill, 1897)
- Cirsotrema firmatum Laws, 1939 †
- Cirsotrema forresti (Dell, 1956)
- Cirsotrema fregata (Iredale, 1936)
- Cirsotrema gagei Maxwell, 1978 †
- Cirsotrema georgeanum Zelaya & Güller, 2017
- Cirsotrema herosae Garcia, 2003
- Cirsotrema hertzae Garcia, 2010
- Cirsotrema intextum Bozzetti, 2007
- Cirsotrema krousma Kilburn, 1985
- Cirsotrema kuriense Marwick, 1942 †
- Cirsotrema lyratumv (Zittel, 1865) †
- Cirsotrema magellanicum (Philippi, 1845)
- Cirsotrema marshalli Laws, 1935 †
- Cirsotrema martyr (Iredale, 1936)
- Cirsotrema mituokai (Ozaki, 1958)
- Cirsotrema montrouzieri Souverbie, 1872
- Cirsotrema parvulum Marwick, 1928 †
- Cirsotrema pilsbryi (McGinty, 1940)
- Cirsotrema pleiophylla (Tate, 1890) †
- Cirsotrema plexis Dall, 1925
- Cirsotrema propelyratum Marwick, 1928 †
- Cirsotrema pumiceum (Brocchi, 1814)
- Cirsotrema richeri Garcia, 2003
- Cirsotrema rugosum (Kuroda & Ito, 1961)
- Cirsotrema skoglundae Garcia, 2010
- Cirsotrema strebeli Zelaya & Güller, 2017
- Cirsotrema togatum (Hertlein & A. M. Strong, 1951)
- Cirsotrema trabeculatum (A. Adams, 1861)
- Cirsotrema translucida (Gatliff, 1906)
- Cirsotrema turbonilla A. Adams, 1861
- Cirsotrema turriculoides Yokoyama, 1920
- Cirsotrema validum (Verco, 1906)
- Cirsotrema varicosum (Lamarck, 1822)
- Cirsotrema vulpinum (Hinds, 1844)
- Cirsotrema youngi Marwick, 1928 †
- Cirsotrema zelebori (Dunker, 1866)
- Cirsotrema zitteli Maxwell, 1992 †
- Cirsotrema zografakisi Poppe, Tagaro & Brown, 2006

### Taxon inquirendum
- Cirsotrema cribaria A. Adams, 1861
- Cirsotrema pachygyra (Locard, 1897)

### Synoniemen
- Cirsotrema (Coroniscala) coronale (Deshayes, 1861) † => Cirsotrema coronale (Deshayes, 1861) †
- Cirsotrema (Tioria) marshalli Laws, 1935 † => Cirsotrema marshalli Laws, 1935 †
- Cirsotrema (Tioria) youngi Marwick, 1928 † => Cirsotrema youngi Marwick, 1928 †
- Cirsotrema (Tioria) forresti Dell, 1956 => Cirsotrema forresti (Dell, 1956)
- Cirsotrema (Cirsotrema) bennettorum Garcia, 2000 => Cirsotrema bennettorum Garcia, 2000
- Cirsotrema abbreviatum (G. B. Sowerby II, 1874) => Cirsotrema varicosum (Lamarck, 1822)
- Cirsotrema arcella Rehder, 1945 => Cirsotrema dalli Rehder, 1945
- Cirsotrema attenuata Pease, 1860 => Opalia bicarinata (G. B. Sowerby II, 1844)
- Cirsotrema bavayi (de Boury, 1912) => Cirsotrema varicosum (Lamarck, 1822)
- Cirsotrema benettorum => Cirsotrema bennettorum Garcia, 2000
- Cirsotrema cochlea (G. B. Sowerby II, 1844) => Cirsotrema pumiceum (Brocchi, 1814)
- Cirsotrema crassilabrum (G. B. Sowerby, 1844) => Opalia crassilabrum (Sowerby, 1844)
- Cirsotrema douvillei Fenoux, 1937 => Epitonium magellanicum (Philippi, 1845) => Cirsotrema magellanicum (Philippi, 1845)
- Cirsotrema eximia (A. Adams & Reeve, 1850) => Epitonium eximium (A. Adams & Reeve, 1850)
- Cirsotrema fimbriata Kuroda & Habe, 1954 => Cirsotrema fimbriatulum (Masahito, Kuroda & Habe, 1971)
- Cirsotrema fragilis (Hanley, 1840), sensu Azuma, 1960 => Epitonium tosaense (Azuma, 1962)
- Cirsotrema funiculata Carpenter, 1857 => Opalia funiculata (Carpenter, 1857)
- Cirsotrema hidryma (Melvill, 1899) => Opalia hidryma (Melvill, 1899)
- Cirsotrema invalida (Verco, 1906) => Plastiscala invalida (Verco, 1906)
- Cirsotrema jolyi (Monterosato, 1878) => Epitonium jolyi (Monterosato, 1878)
- Cirsotrema joubini (de Boury, 1913) => Cirsotrema varicosum (Lamarck, 1822)
- Cirsotrema kagayai Habe & Ito, 1965 => Cirsotrema mituokai (Ozaki, 1958)
- Cirsotrema kelea Iredale, 1930 => Variciscala raricostata (G. B. Sowerby II, 1844)
- Cirsotrema kieneri Tapparone Canefri, 1876 => Amaea arabica (Nyst, 1871)
- Cirsotrema kuroharai Kuroda in Azuma, 1960 => Claviscala kuroharai Kuroda in Azuma, 1960
- Cirsotrema mammosa (Melvill & Standen, 1903) => Opalia mammosa (Melvill & Standen, 1903)
- Cirsotrema montereyensis (Dall, 1907) => Opalia montereyensis (Dall, 1907)
- Cirsotrema morchi (Angas, 1871) => Plastiscala morchi (Angas, 1871)
- Cirsotrema multiperforatum (G. B. Sowerby II, 1874) => Cirsotrema varicosum (Lamarck, 1822)
- Cirsotrema obtusicostata (G.O. Sars, 1878) => Acirsa coarctata (Jeffreys, 1884)
- Cirsotrema peltei (Viader, 1938) => Rectacirsa peltei (Viader, 1938)
- Cirsotrema pentidesmium S. S. Berry, 1963 => Cirsotrema vulpinum (Hinds, 1844)
- Cirsotrema perplexa (Pease, 1868) => Gyroscala lamellosa (Lamarck, 1822)
- Cirsotrema pumicea (Brocchi, 1814) => Cirsotrema pumiceum (Brocchi, 1814)
- Cirsotrema reevei (Clessin, 1897) => Boreoscala zelebori (Dunker, 1866) => Cirsotrema zelebori (Dunker, 1866)
- Cirsotrema soror Odhner, 1919 => Opalia soror (Odhner, 1919)
- Cirsotrema suturalis (Hinds, 1844)=> Plastiscala suturalis (Hinds, 1844)
- Cirsotrema undulata (G. B. Sowerby II, 1844) => Acirsa borealis (Lyell, 1841)